# Malaika Rapolu
Malaika Rapolu (* 18. April 2003 in Cedar Park) ist eine US-amerikanische Tennisspielerin.

## Karriere
Rapolu spielt bislang fast ausschließlich Turniere auf der ITF Women’s World Tennis Tour, wo sie bisher drei Titel im Einzel und zwei im Doppel gewinnen konnte.
2022 konnte sie sich im Oktober für das Hauptfeld im Dameneinzel der mit 80.000 US-Dollar dotierten Christus Health Pro Challenge qualifizieren, wo sie dann aber in der ersten Runde mit 5:7 und 3:6 gegen Sofia Kenin verlor.
2025 erhielt sie eine Wildcard für das Hauptfeld im Dameneinzel der ATX Open, ihrem ersten Turnier der WTA Tour.

## College Tennis
Rapolu unterschrieb im April 2020 ihren Kontrakt und spielte von 2021 bis 2024 für das Damentennisteam der Texas Longhorns der University of Texas at Austin.

## Turniersiege

### Einzel
| Nr. | Datum             | Turnier   | Kategorie | Belag     | Finalgegnerin    | Ergebnis  |
| --- | ----------------- | --------- | --------- | --------- | ---------------- | --------- |
| 1.  | 20. Oktober 2024  | Huamantla | ITF W15   | Hartplatz | Dasha Plekhanova | 7:63, 7:5 |
| 2.  | 27. Oktober 2024  | Huamantla | ITF W15   | Hartplatz | Yuliana Monroy   | 7:63, 6:2 |
| 3.  | 17. November 2024 | Austin    | ITF W50   | Hartplatz | Karina Miller    | 6:4, 6:2  |

### Doppel
| Nr. | Datum            | Turnier   | Kategorie | Belag     | Partnerin       | Finalgegnerinnen                                    | Ergebnis          |
| --- | ---------------- | --------- | --------- | --------- | --------------- | --------------------------------------------------- | ----------------- |
| 1.  | 6. Juli 2024     | Lakewood  | ITF W15   | Hartplatz | Anita Sahdijewa | Carolyn Ansari Gabriella Broadfoot                  | 6:4, 2:6, [10:8]  |
| 2.  | 19. Oktober 2024 | Huamantla | ITF W15   | Hartplatz | Liisa Varul     | Claudia Sofia Martinez Solis Maria Fernanda Navarro | 7:64, 4:6, [10:7] |